# Deutsche Badmintonmeisterschaft 2015
Die Deutschen Badmintonmeisterschaften 2015 fanden vom 29. Januar bis zum 1. Februar 2015 in Bielefeld statt. Austragungsort war die Seidensticker Halle. Es war die 63. Auflage der Titelkämpfe.

## Medaillengewinner
| Disziplin    | Gold                                                                  | Silber                                                                     | Bronze                                                                      |
| ------------ | --------------------------------------------------------------------- | -------------------------------------------------------------------------- | --------------------------------------------------------------------------- |
| Herreneinzel | Marc Zwiebler (1. BC Bischmisheim)                                    | Fabian Roth (TV Refrath)                                                   | Lukas Schmidt (1. BC Bischmisheim)                                          |
| Herreneinzel | Marc Zwiebler (1. BC Bischmisheim)                                    | Fabian Roth (TV Refrath)                                                   | Alexander Roovers (1. BV Mülheim)                                           |
| Dameneinzel  | Olga Konon (1. BC Bischmisheim)                                       | Fabienne Deprez (BV Gifhorn)                                               | Katharina Altenbeck (1. BV Mülheim)                                         |
| Dameneinzel  | Olga Konon (1. BC Bischmisheim)                                       | Fabienne Deprez (BV Gifhorn)                                               | Yvonne Li (Hamburger SV)                                                    |
| Herrendoppel | Max Schwenger (TV Refrath) Josche Zurwonne (SC Union 08 Lüdinghausen) | Michael Fuchs (1. BC Bischmisheim) Johannes Schöttler (1. BC Bischmisheim) | Raphael Beck (TV Refrath) Andreas Heinz (1. BC Beuel)                       |
| Herrendoppel | Max Schwenger (TV Refrath) Josche Zurwonne (SC Union 08 Lüdinghausen) | Michael Fuchs (1. BC Bischmisheim) Johannes Schöttler (1. BC Bischmisheim) | Fabian Holzer (SV Fun-Ball Dortelweil) Mark Lamsfuß (1. BC Wipperfeld)      |
| Damendoppel  | Johanna Goliszewski (1. BV Mülheim) Carla Nelte (TV Refrath)          | Isabel Herttrich (PTSV Rosenheim) Birgit Michels (1. BC Beuel)             | Linda Efler (TV Emsdetten) Lara Käpplein (1. BC Bischmisheim)               |
| Damendoppel  | Johanna Goliszewski (1. BV Mülheim) Carla Nelte (TV Refrath)          | Isabel Herttrich (PTSV Rosenheim) Birgit Michels (1. BC Beuel)             | Lisa Kaminski (1. BC Beuel) Hannah Pohl (1. BC Beuel)                       |
| Mixed        | Michael Fuchs (1. BC Bischmisheim) Birgit Michels (1. BC Beuel)       | Max Schwenger (TV Refrath) Carla Nelte (TV Refrath)                        | Mark Lamsfuß (1. BC Wipperfeld) Franziska Volkmann (SV Fun-Ball Dortelweil) |
| Mixed        | Michael Fuchs (1. BC Bischmisheim) Birgit Michels (1. BC Beuel)       | Max Schwenger (TV Refrath) Carla Nelte (TV Refrath)                        | Peter Käsbauer (PTSV Rosenheim) Isabel Herttrich (PTSV Rosenheim)           |

## Herreneinzel
- Christopher Skrzeba – Vitus Lohmann: 21-14 22-20
- Thomas Nirschl – Max Weißkirchen: w.o.
- Lin-Yu Oei – Lennart Konder: 18-21 21-10 21-15
- Jonathan Persson – Tobias Mund: 16-21 21-16 21-12
- Nikolaj Persson – Simon Wang: 21-14 22-20
- David Kramer – Mirko Brüning: 21-9 21-11
- Sven Eric Kastens – Philipp Discher: 9-21 21-13 22-20
- Hannes Gerberich – Jan Colin Völker: 21-14 21-17
- David Peng – Sebastian Nuß: 21-10 21-14
- Richard Domke – Tobias Wadenka: 21-15 21-14
- Matthias Deininger – Mats Hukriede: 21-19 14-21 21-17
- Lucas Bednorsch – Robert Georg: 21-16 16-21 21-11
- Lars Schänzler – Robert Hinsche: 21-13 21-9
- Sebastian Rduch – Steffen Hohenberg: 21-15 21-6
- Patrick Kämnitz – Konrad Schade: 21-15 21-9
- Patrick Beier – Jan Kemper: 21-11 8-21 21-14
- Kai Schäfer – Malte Laibacher: 21-14 21-10
- Lars Rieger – Steffen Peterskovsky: 21-7 12-21 21-15
- Alexander Schmitz – Alois Henke: 21-19 18-21 21-16
- Manuel Heumann – Daniel Seifert: 21-19 15-21 26-24
- Peter Lang – Niklas Niemczyk: 21-9 21-11
- Jan Collin Strehse – Stefan Adam: 27-25 21-18
- Jens Lamsfuß – Jann Raupach: 18-21 21-18 21-16
- Marc Zwiebler – Christopher Skrzeba: 21-17 21-4
- Kai Waldenberger – Jonathan Persson: 21-18 21-15
- Lin-Yu Oei – Thomas Nirschl: 21-11 21-17
- Nikolaj Persson – David Kramer: 21-14 21-12
- Lukas Schmidt – Philippe Craul: 21-9 21-16
- Sven Eric Kastens – Hannes Gerberich: 21-15 21-18
- Sebastian Schöttler – David Peng: 21-15 22-20
- Richard Domke – Matthias Deininger: 21-18 21-14
- Lars Schänzler – Lucas Bednorsch: 21-18 21-14
- Sebastian Rduch – Patrick Kämnitz: 21-18 19-21 21-19
- Kai Schäfer – Patrick Beier: 21-17 21-16
- Fabian Roth – Lars Rieger: 21-11 21-12
- Manuel Heumann – Alexander Schmitz: 22-20 24-22
- Alexander Roovers – Robert Franke: 21-2 21-6
- Peter Lang – Jan Collin Strehse: 21-19 21-17
- Jens Lamsfuß – Dieter Domke: w.o.
- Marc Zwiebler – Lin-Yu Oei: 21-5 21-7
- Nikolaj Persson – Kai Waldenberger: 21-9 15-21 21-14
- Lukas Schmidt – Sven Eric Kastens: 21-18 21-15
- Richard Domke – Sebastian Schöttler: 21-13 21-17
- Lars Schänzler – Sebastian Rduch: 21-18 21-15
- Fabian Roth – Kai Schäfer: 21-16 24-22
- Alexander Roovers – Manuel Heumann: 21-15 21-14
- Peter Lang – Jens Lamsfuß: 21-10 21-12
- Marc Zwiebler – Lukas Schmidt: 21-17 21-16
- Fabian Roth – Alexander Roovers: 21-12 21-11
- Marc Zwiebler – Nikolaj Persson: 21-15 21-16
- Lukas Schmidt – Richard Domke: 21-18 21-23 21-13
- Fabian Roth – Lars Schänzler: 21-9 21-14
- Alexander Roovers – Peter Lang: 17-21 21-14 21-13
- Marc Zwiebler – Fabian Roth: 21-13 23-21

## Dameneinzel
- Lea-Lyn Stremlau – Alicia Molitor: 21-15 21-19
- Fabienne Köhler – Annika Konder: 21-13 21-14
- Katharina Altenbeck – Julia Kunkel: w.o.
- Janine Büteröwe – Vanessa Poyatos: 21-15 19-21 21-17
- Kerstin Wagner – Ina Vermaßen: 21-13 21-9
- Neele Voigt – Nadine Ehlenbröker: 19-21 21-14 21-5
- Janice Kaulitzky – Stine Küspert: 21-18 21-19
- Karin Kieffer – Karina Büser: 14-21 21-18 21-13
- Alina Hammes – Katrin Schadlowski: 21-14 21-15
- Annalena Diks – Carina Hingst: 21-19 21-16
- Theresa Isenberg – Nadine Kuhnert: w.o.
- Nicole Hörsting – Annika Horbach: 23-21 9-21 21-10
- Annika Schreiber – Sonja Schlösser: 21-23 22-20 21-10
- Anna Bram – Laura Müller: 21-13 16-21 21-15
- Runa Plützer – Katrin Schindler: w.o.
- Karin Schnaase – Lisa Baumgärtner: 23-21 21-15
- Sandra Emrich – Lea-Lyn Stremlau: 21-14 21-16
- Lisa Deichgräber – Fabienne Köhler: 21-9 18-21 21-7
- Katharina Altenbeck – Mona Reich: 18-21 21-12 21-9
- Fabienne Deprez – Janine Büteröwe: 21-5 21-8
- Hannah Pohl – Kerstin Wagner: 21-13 21-13
- Anika Dörr – Neele Voigt: 21-17 21-9
- Brid Stepper – Janice Kaulitzky: 24-22 21-19
- Alina Hammes – Karin Kieffer: 19-21 21-8 21-12
- Luise Heim – Annalena Diks: 21-9 21-19
- Sarolta Röhrnbacher – Theresa Isenberg: 21-17 21-17
- Yvonne Li – Nicole Hörsting: 21-6 21-10
- Judith Petrikowski – Maxi Stelzer: w.o.
- Mette Stahlberg – Annika Schreiber: 16-21 21-11 21-19
- Nicole Bartsch – Anna Bram: 17-21 21-14 21-18
- Olga Konon – Runa Plützer: 21-9 21-7
- Karin Schnaase – Sandra Emrich: 21-9 21-15
- Katharina Altenbeck – Lisa Deichgräber: 21-17 22-20
- Fabienne Deprez – Hannah Pohl: 21-10 21-9
- Anika Dörr – Brid Stepper: 21-11 21-15
- Luise Heim – Alina Hammes: 21-13 21-15
- Yvonne Li – Sarolta Röhrnbacher: 21-15 21-12
- Judith Petrikowski – Mette Stahlberg: 18-21 21-11 21-8
- Olga Konon – Nicole Bartsch: 21-5 21-6
- Fabienne Deprez – Katharina Altenbeck: 21-7 21-9
- Olga Konon – Yvonne Li: 21-15 21-7
- Katharina Altenbeck – Karin Schnaase: w.o.
- Fabienne Deprez – Anika Dörr: 21-16 21-15
- Yvonne Li – Luise Heim: 16-21 21-19 21-13
- Olga Konon – Judith Petrikowski: 21-4 21-12
- Olga Konon – Fabienne Deprez: 21-12 21-15

## Herrendoppel
- Daniel Benz / Robert Georg – Jan Felix Matulat / Simon Reinhardt: 21-12 26-24
- Marcel Sommerfeld / Thorsten Kunkel – Jan-Lennard Hay / Ingo Waltermann: 21-15 19-21 21-14
- Jan Colin Völker / Jonathan Persson – Pasquale Czeckay / Martin Kretzschmar: 9-21 21-18 21-14
- Daniel Porath / Robert Hinsche – Marcus Decher / Maik Schwarzer: 22-20 21-12
- Alexander Semrau / Lars Rieger – Julian Lohau / David Stremlau: 21-17 25-23
- Thomas Nirschl / David Kramer – Oliver Schmidt / Tim Steger: 26-24 20-22 21-14
- Johannes Schöttler / Michael Fuchs – Lin-Yu Oei / Marcel Stechert: 21-13 21-10
- Benjamin Wahl / Andreas Geisenhofer – Lukas Behme / Lucas Gredner: 11-21 21-14 21-13
- Simon Weigel / Stephan Löll – Adrian Belke / Benjamin Dieckhoff: 21-13 17-21 21-17
- Hendrik Westermeyer / Malte Laibacher – Daniel Benz / Robert Georg: 23-21 21-12
- Andreas Heinz / Raphael Beck – Christian Beutel / Konrad Schade: 21-16 21-14
- Marcel Sommerfeld / Thorsten Kunkel – Lennart Konder / Max Stage: 21-11 21-18
- Marvin Seidel / Johannes Pistorius – Steffen Hohenberg / Benjamin Wanhoff: 21-9 21-17
- Jan Collin Strehse / Alexander Strehse – Stefan Adam / Albert Fink: 21-14 21-15
- Steffen Peterskovsky / Christopher Fix – Jonathan Persson / Jan Colin Völker: 21-17 21-13
- Philipp Wachenfeld / Denis Nyenhuis – Lucas Bednorsch / Patrick Beier: 21-18 21-16
- Daniel Seifert / Bjarne Geiss – Robert Hinsche / Daniel Porath: 21-19 19-21 21-15
- Mark Lamsfuß / Fabian Holzer – Patrick Roth / Sebastian Roth: 21-13 21-6
- Mats Hukriede / Finn Torben Glomp – Lars Rieger / Alexander Semrau: 21-14 21-19
- Thomas Legleitner / Peter Lang – Jens Lamsfuß / Christopher Skrzeba: 21-19 25-23
- Alexander Schmitz / Lukas Schmidt – David Kramer / Thomas Nirschl: 21-16 21-15
- Josche Zurwonne / Max Schwenger – Matthias Deininger / Simon Wang: 21-8 21-8
- Johannes Schöttler / Michael Fuchs – Andreas Geisenhofer / Benjamin Wahl: 21-11 21-12
- Hendrik Westermeyer / Malte Laibacher – Stephan Löll / Simon Weigel: 21-14 21-17
- Andreas Heinz / Raphael Beck – Thorsten Kunkel / Marcel Sommerfeld: 21-13 21-8
- Marvin Seidel / Johannes Pistorius – Alexander Strehse / Jan Collin Strehse: 17-21 21-14 21-17
- Philipp Wachenfeld / Denis Nyenhuis – Christopher Fix / Steffen Peterskovsky: 21-15 22-20
- Mark Lamsfuß / Fabian Holzer – Bjarne Geiss / Daniel Seifert: 19-21 21-8 21-16
- Mats Hukriede / Finn Torben Glomp – Peter Lang / Thomas Legleitner: 21-13 17-21 21-14
- Josche Zurwonne / Max Schwenger – Lukas Schmidt / Alexander Schmitz: 21-15 21-17
- Johannes Schöttler / Michael Fuchs – Raphael Beck / Andreas Heinz: 21-19 21-18
- Josche Zurwonne / Max Schwenger – Fabian Holzer / Mark Lamsfuß: 21-8 21-19
- Johannes Schöttler / Michael Fuchs – Malte Laibacher / Hendrik Westermeyer: 21-10 21-13
- Andreas Heinz / Raphael Beck – Johannes Pistorius / Marvin Seidel: 21-11 21-14
- Mark Lamsfuß / Fabian Holzer – Denis Nyenhuis / Philipp Wachenfeld: 21-14 22-20
- Josche Zurwonne / Max Schwenger – Finn Torben Glomp / Mats Hukriede: 21-11 21-6
- Josche Zurwonne / Max Schwenger – Michael Fuchs / Johannes Schöttler: 22-20 21-17

## Damendoppel
- Alina Hammes / Anika Dörr – Theresa Isenberg / Brid Stepper: 21-16 21-19
- Carla Nelte / Johanna Goliszewski – Jana Bühl / Nadine Cordes: w.o.
- Yvonne Li / Luise Heim – Nadine Ehlenbröker / Kira Weddemar: 21-7 21-12
- Eva Janssens / Ramona Hacks – Miriam Mantell / Laura Riffelmann: 19-21 22-20 21-19
- Lisa Baumgärtner / Nicole Bartsch – Catharina Haß / Janice Kaulitzky: 21-16 21-15
- Lara Käpplein / Linda Efler – Jenny Hillgruber / Larissa Merkel: 21-8 21-12
- Sonja Schlösser / Lisa Deichgräber – Angela Giebmanns / Nicole Hörsting: 21-10 21-13
- Neele Voigt / Laura Ufermann – Conny Paulsen / Katrin Schadlowski: 21-18 21-18
- Mette Stahlberg / Hanna Kölling – Anika Dörr / Alina Hammes: 15-21 21-15 21-18
- Fabienne Köhler / Annika Horbach – Melanie Hellhorst / Lena Seibert: 21-18 21-18
- Franziska Volkmann / Kira Kattenbeck – Nadine Kuhnert / Kerstin Wagner: 21-14 21-10
- Alicia Molitor / Stine Küspert – Katharina Altenbeck / Yvonne Bytomski: w.o.
- Hannah Pohl / Lisa Kaminski – Karin Kieffer / Vanessa Poyatos: 21-23 21-11 21-8
- Lea-Lyn Stremlau / Marie Schweitzer – Annika Konder / Sarah Schran: 21-12 21-15
- Jennifer Karnott / Carola Bott – Sandra Emrich / Mona Reich: 21-18 21-19
- Annika Schreiber / Judith Petrikowski – Annalena Diks / Runa Plützer: 21-7 21-18
- Birgit Michels / Isabel Herttrich – Anna Bram / Joyce Grimm: 21-4 21-11
- Carla Nelte / Johanna Goliszewski – Luise Heim / Yvonne Li: 21-13 21-16
- Eva Janssens / Ramona Hacks – Nicole Bartsch / Lisa Baumgärtner: 21-15 21-16
- Lara Käpplein / Linda Efler – Lisa Deichgräber / Sonja Schlösser: 23-21 21-13
- Neele Voigt / Laura Ufermann – Hanna Kölling / Mette Stahlberg: 21-14 21-14
- Franziska Volkmann / Kira Kattenbeck – Annika Horbach / Fabienne Köhler: 18-21 21-13 21-16
- Hannah Pohl / Lisa Kaminski – Stine Küspert / Alicia Molitor: 21-9 22-20
- Jennifer Karnott / Carola Bott – Marie Schweitzer / Lea-Lyn Stremlau: 21-8 21-15
- Birgit Michels / Isabel Herttrich – Judith Petrikowski / Annika Schreiber: 21-14 21-14
- Carla Nelte / Johanna Goliszewski – Linda Efler / Lara Käpplein: 21-11 21-11
- Birgit Michels / Isabel Herttrich – Lisa Kaminski / Hannah Pohl: 21-15 21-7
- Carla Nelte / Johanna Goliszewski – Ramona Hacks / Eva Janssens: 21-4 21-12
- Lara Käpplein / Linda Efler – Laura Ufermann / Neele Voigt: 21-19 21-11
- Hannah Pohl / Lisa Kaminski – Kira Kattenbeck / Franziska Volkmann: 21-18 21-10
- Birgit Michels / Isabel Herttrich – Carola Bott / Jennifer Karnott: 21-8 21-19
- Carla Nelte / Johanna Goliszewski – Isabel Herttrich / Birgit Michels: 21-18 21-19

## Mixed
- Lucas Gredner / Laura Gredner – Albert Fink / Nicole Bartsch: 21-15 21-13
- David Kramer / Nadine Kuhnert – Daniel Porath / Sonja Schlösser: 21-23 24-22 21-18
- Robert Georg / Mona Reich – David Stremlau / Nadine Ehlenbröker: 14-21 21-13 21-16
- Benjamin Wahl / Kerstin Wagner – Kai Waldenberger / Mette Stahlberg: 24-22 21-17
- Steffen Peterskovsky / Sandra Emrich – Lin-Yu Oei / Joyce Grimm: 23-21 21-19
- Steffen Hohenberg / Katharina Altenbeck – Nils Feldmeyer / Karin Kieffer: 21-19 21-18
- Robert Franke / Neele Voigt – Niklas Kampmeier / Hannah Schiwon: 21-16 21-16
- Jan Felix Matulat / Runa Plützer – Hannes Gerberich / Julia Kunkel: w.o.
- Bjarne Geiss / Yvonne Li – Alexander Roovers / Alina Hammes: 15-21 21-19 21-14
- Alois Henke / Lisa Baumgärtner – Timo Teulings / Sarah Schran: 21-14 21-19
- Max Stage / Ina Vermaßen – Julian Lohau / Lea-Lyn Stremlau: 21-16 21-15
- Thomas Nirschl / Brid Stepper – Jan Colin Völker / Carina Hingst: 21-15 14-21 21-19
- Niklas Niemczyk / Isabel Geisler – Thilo Mund / Annika Horbach: 14-21 21-12 21-18
- Jan Collin Strehse / Katrin Schadlowski – Simon Böer / Sabrina Sobek: 21-16 21-15
- Michael Fuchs / Birgit Michels – Sebastian Haardt / Laura Riffelmann: 21-17 21-7
- Benjamin Wanhoff / Kathrin Wanhoff – Lucas Gredner / Laura Gredner: 21-19 21-13
- Johannes Pistorius / Ramona Hacks – Robert Georg / Mona Reich: 19-21 21-19 21-17
- Tobias Wadenka / Kira Kattenbeck – David Kramer / Nadine Kuhnert: 21-13 21-15
- Johannes Schöttler / Johanna Goliszewski – Benjamin Wahl / Kerstin Wagner: 21-16 21-15
- Denis Nyenhuis / Laura Ufermann – Steffen Peterskovsky / Sandra Emrich: 21-19 21-18
- Mark Lamsfuß / Franziska Volkmann – Steffen Hohenberg / Katharina Altenbeck: 21-6 21-13
- Daniel Benz / Lara Käpplein – Robert Franke / Neele Voigt: 21-11 22-24 21-3
- Stefan Adam / Lisa Deichgräber – Jan Felix Matulat / Runa Plützer: 21-14 21-8
- Philipp Wachenfeld / Fabienne Köhler – Bjarne Geiss / Yvonne Li: 21-17 23-21
- Hendrik Westermeyer / Jennifer Karnott – Alois Henke / Lisa Baumgärtner: 21-15 21-14
- Peter Käsbauer / Isabel Herttrich – Max Stage / Ina Vermaßen: 21-19 18-21 21-11
- Fabian Holzer / Eva Janssens – Thomas Nirschl / Brid Stepper: 21-10 21-15
- Marvin Seidel / Linda Efler – Niklas Niemczyk / Isabel Geisler: 21-8 21-16
- Jan Collin Strehse / Katrin Schadlowski – Matthias Deininger / Theresa Isenberg: 26-24 21-17
- Max Schwenger / Carla Nelte – Christopher Fix / Tessa Koschig: 21-6 21-16
- Michael Fuchs / Birgit Michels – Benjamin Wanhoff / Kathrin Wanhoff: 21-12 21-10
- Tobias Wadenka / Kira Kattenbeck – Johannes Pistorius / Ramona Hacks: 21-12 21-16
- Johannes Schöttler / Johanna Goliszewski – Denis Nyenhuis / Laura Ufermann: 21-12 21-13
- Max Schwenger / Carla Nelte – Jan Collin Strehse / Katrin Schadlowski: 21-11 21-9
- Mark Lamsfuß / Franziska Volkmann – Daniel Benz / Lara Käpplein: 21-12 25-23
- Philipp Wachenfeld / Fabienne Köhler – Stefan Adam / Lisa Deichgräber: 21-12 21-15
- Peter Käsbauer / Isabel Herttrich – Hendrik Westermeyer / Jennifer Karnott: 21-17 21-11
- Marvin Seidel / Linda Efler – Fabian Holzer / Eva Janssens: 21-14 20-22 21-12
- Michael Fuchs / Birgit Michels – Mark Lamsfuß / Franziska Volkmann: 21-14 21-14
- Max Schwenger / Carla Nelte – Peter Käsbauer / Isabel Herttrich: 21-19 21-17
- Michael Fuchs / Birgit Michels – Tobias Wadenka / Kira Kattenbeck: 21-10 21-8
- Mark Lamsfuß / Franziska Volkmann – Johannes Schöttler / Johanna Goliszewski: 19-21 21-18 21-19
- Peter Käsbauer / Isabel Herttrich – Philipp Wachenfeld / Fabienne Köhler: 25-23 21-13
- Max Schwenger / Carla Nelte – Marvin Seidel / Linda Efler: 21-13 21-14
- Michael Fuchs / Birgit Michels – Max Schwenger / Carla Nelte: 21-11 13-21 21-18